# Komitet Badań Naukowych
Komitet Badań Naukowych (KBN) – zgodnie z ustawą z 12 stycznia 1991 był to naczelny organ administracji rządowej do spraw polityki naukowej i naukowo-technicznej Polski. Ustawa z dnia 8 października 2004 o zasadach finansowania nauki przekazała jego zadania w zakresie finansowania ministrowi właściwemu dla spraw nauki.
KBN został ostatecznie włączony w struktury ministerstwa 5 lutego 2005, stając się jego Radą Nauki. Jego ostatnim przewodniczącym był profesor Michał Kleiber, który równocześnie był ministrem nauki. Struktury KBN przeszły do ministerstwa w formie nieco zmienionej, choć w zasadniczych zrębach Rada Nauki jest w dużym stopniu kopią struktur KBN.
Najważniejszą częścią działania KBN było rozdzielanie niemal całości środków finansowych przeznaczanych przez budżet państwa na rozwój i utrzymanie nauki w Polsce. KBN rozdzielał pieniądze na tzw. cele statutowe uczelni i państwowych instytutów naukowych, na rozwój infrastruktury naukowej (biblioteki, sieci komputerowe itp.), organizował wymianę międzynarodową oraz uczestniczył w pracach związanych z integracją Polski z Unią Europejską. Do zadań KBN należało bezpośrednie finansowanie badań naukowych w postaci grantów. Granty te stanowiły w latach 1991–2005 znaczną część środków budżetowych na naukę (ok 30%), a polityka ich przyznawania określała w dużym stopniu kierunki rozwoju nauki w Polsce.
Rolę decyzyjną w KBN pełnił jej komitet, w którym większość (13 osób z 19) mieli przedstawiciele środowisk nauki. Organami komitetu było 12 zespołów zajmujących się poszczególnymi dziedzinami nauki. Członkowie tych zespołów byli wybierani przez wszystkich pracowników nauki w Polsce, posiadających minimum stopień naukowy doktora. Członkowie tych zespołów mieli decydujący wpływ na przyznawanie grantów na określone projekty badawcze.

## Przewodniczący Komitetu Badań Naukowych
- Witold Karczewski (22 marca 1991 – 6 marca 1995)
  - Przewodniczący KBN (kierujący Urzędem Komitetu Badań Naukowych) (22 marca 1991 – 6 marca 1995)
- Aleksander Łuczak (7 marca 1995 – 31 października 1997)
  - Wiceprezes Rady Ministrów, Przewodniczący KBN (kierujący Urzędem Komitetu Badań Naukowych) (7 marca 1995 – 7 lutego 1996)
  - Przewodniczący KBN (kierujący Urzędem Komitetu Badań Naukowych) (7 lutego 1996 – 31 października 1997)
- Andrzej Wiszniewski (31 października 1997 – 19 października 2001)
  - Przewodniczący KBN (kierujący Urzędem Komitetu Badań Naukowych) (31 października 1997 – 19 października 1999)
  - Przewodniczący KBN, Minister Nauki (kierujący Urzędem Komitetu Badań Naukowych) (19 października 1999 – 19 października 2001)
- Michał Kleiber (19 października 2001 – 5 lutego 2005)
  - Przewodniczący KBN, Minister Nauki (kierujący Urzędem Komitetu Badań Naukowych) (19 października 2001 – 1 kwietnia 2003)
  - Przewodniczący KBN, Minister Nauki (kierujący Ministerstwem Nauki i Informatyzacji) (1 kwietnia 2003 – 2 maja 2004)
  - Przewodniczący KBN, Minister Nauki i Informatyzacji (kierujący Ministerstwem Nauki i Informatyzacji) (2 maja 2004 – 5 lutego 2005)